# Achilleus
Achilleus (græsk: Ἀχιλλεύς) er i græsk mytologi en deltager i trojanerkrigen, der skildres i Iliaden, og søn af kong Peleus og nereiden Thetis. Peleus var søn af kong Aiakos på øen Aigina og selv konge af Iolkós (Ἰωλκός). Peleus' bror Telamon var konge på øen Salamis ud for Athen og far til Aias.

## Akilleshælen
Thetis var datter af havguden Nereus og selv en havgudinde, i Iliaden kaldt "den sølvfodede". Peleus så hende danse på stranden en aften og fik hende overtalt til ægteskab. Sammen fik de sønnen Achilleus, som Thetis ønskede at gøre udødelig. I en version af sagnet dyppede hun ham i floden Styx' vande. I en anden version smurte hun ham ind i ambrosia om dagen; om aftenen holdt hun ham over ilden. I begge versioner holdt hun ham i hælen, hvorved han blev usårlig – undtagen netop i hælen. Heraf kommer navnet akillessenen og udtrykket akilleshæl om et menneskes svage punkt. I sin skildring af Achilleus i Iliaden nævner Homer imidlertid ikke historien om hans sårbare hæl.

## Forklædt som pige
En aften fik Peleus øje på sin søn i ildstedets flammer, og blev så rasende på sin kone, at hun afbrød sit forehavende uden at få gjort drengen helt usårlig. Fortørnet trak hun sig tilbage til havdybene, og Peleus overlod sin søn til kentauren Cheiron, der tog sig af hans videre opdragelse. Af Cheiron fik Achilleus lært at gå på jagt, at ride og overleve udendørs. Kentauren underviste ham også i musik og medicin og i at være modig og ærlig. Under grækernes forberedelser til den trojanske krig fik Thetis en forudanelse om, at hendes søn ville blive dræbt. Hun klædte ham derfor i kvindetøj og sendte ham til kong Lykomedes på Skiros, hvor Achilleus i sin forklædning indledte et forhold til kongedatteren Deidamia. Sammen fik de sønnen Neoptolemos. Men Odysseus, der foregav at være handelsrejsende i fint klæde, skaffede sig adgang til kvindernes værelser i paladset på Skiros. Indpakket i alt det fine klæde medbragte han også et sværd og et skjold; og det kunne Achilleus slet ikke modstå synet af. Sådan fik Odysseus lokket den unge mand til at deltage i trojanerkrigen.

## Helten iIliaden
I krigen var Achilles' eneste ligemand Hektor, gift med Andromake og bror til Paris, der havde startet trojanerkrigen ved at bortføre den skønne Helene. Achilleus dræbte Andromakes far og brødre; videre dræbte han kong Priamos' søn Troilos, fordi skæbnegudinderne havde forudsagt, at drengen kom til at redde Troja, hvis han levede, til han fyldte 20. Blandt krigsfangerne var to kønne kvinder, Khryseis, som Agamemnon tog til konkubine, og Briseis, kaldt "den stramtombæltede" eller "den ferskenkindede", som Achilleus tog. Seeren Kalkhas bad dog Agamemnon om at levere Khryseis tilbage til hendes far, der var præst for Apollon; der var nemlig udbrudt pest i grækernes lejr. Agamemnon så ingen anden udvej end at sende pigen tilbage til hendes far; til gengæld forlangte han at få Briseis fra Achilleus. Fornærmet over tabet af pigen nægtede Achilleus at deltage i kampen, og bad sin mor om hjælp. Thetis fik Zeus til at love, at trojanerne skulle sejre over grækerne, indtil Agamemnon bøjede sig for Achilleus og gav ham Briseis tilbage. Agamemnon fortrød bitterligt og tilbød Achilleus guld og syv kvinder, deriblandt Briseis, hvis blot han vendte tilbage til kampen. Men Achilleus afslog og spillede i stedet lyre i selskab med sin våbenbror Patroklos.
Hektor og hans mænd forsøgte at antænde grækernes skibe; men Achilleus' fætter, Aias, forsvarede dem. Patroklos lånte Achilleus' rustning for at skræmme trojanerne væk, og han fik dræbt kong Sarpedon, søn af Zeus. Men Apollon slog Patroklos ned bagfra; hans rustning tog Hektor. Achilleus ville nu hævne drabet på sin bedste ven; men først måtte Hefaistos smede ham nye våben. Efter den rene bersærkergang satte han efter Hektor. Tre gange løb de rundt om Trojas mure, inden Achilleus fik stukket et spyd gennem Hektors hals. Den døende bad om, at hans lig måtte overgives til hans far, så han fik en ordentlig ligfærd. I stedet rev Achillus hans rustning af, bandt ham til sin vogn og slæbte ham i benene omkring Trojas mure. Guderne fik dog forhindret, at liget kom til skade; og Achilleus fik til sidst ondt af kong Priamos, der nu havde mistet to sønner, og udleverede ham Hektors lig til begravelse.
Achilleus dræbte også amazonernes dronning Penthesilea i kamp. Den græske kriger Thersites skal have maltrakteret hendes lig, og Achilleus slog ham ihjel for det og gav den døde dronning en ordentlig begravelse. Det blev sagt, at Penthesilea fødte ham en søn efter sin død.
Det var spået, at hvis Achilleus dræbte ethiopierkongen Memnon, ville han selv falde. Men da kong Memnon dræbte Achilleus' ven Antilokhos, jagede han fjenden til byporten. Der skød Paris en pil mod ham, og Apollon styrede den, så den ramte ham i hælen. Hans fætter Aias og Odysseus fik fat i liget, og bar det tilbage til skibene. Ved lodtrækning blev det afgjort, at Odysseus skulle arve Achilleus' våben. Aias blev da grebet af vanvid og slog en flok får ihjel, inden han kastede sig over sit sværd. Grækerne opgav nu alt håb og ville sejle hjem; men seeren Helenos røbede for dem, hvordan Troja kunne erobres ved hjælp af den trojanske hest.
Achilleus' søn Neoptolemos blev hentet fra Skiros og dræbte kong Priamos foran Zeus' alter. Hektors søn Astyanax blev kastet ned fra bymuren og dræbt; men i middelalderens legender overlevede han og blev stamfar til Karl den Store.
Achilleus' genfærd forlangte Hektors søster, Polyxena, som krigsbytte. Pigen blev derfor ofret ved hans gravsted. Efter klassisk tid blev historien udvidet til en fredsaftale, hvorved Achilleus skulle have giftet sig med Polyxena; men at Paris i stedet skød og dræbte ham.

## Alexander den Store og Achilleus
Alexander den Stores mors familie regnede officielt Achilleus blandt sine forfædre; og Alexander var opkaldt efter sin morbror. Det første, Alexander den Store foretog sig, da han kom til Asien, var at aflægge et besøg i Troja og lægge en krans på Achilles' påståede grav. Han var optaget af at understrege sin tilknytning til helten for at fremstå som mere græsk, end han egentlig var (Alexander var makedoner) og opnå historisk legitimitet til sin kamp mod perserne. Han lod også en oprører slæbes omkring Gazas mure, sådan som Achilleus havde slæbt Hektor omkring Troja. Efter sigende havde Alexander et skjold, der lignede Achilleus'; og han skal altid have sovet med en udgave af Iliaden under hovedpuden.